# موريس المذهل
موريس المذهل هو فيلم خيالي كوميدي ثلاثي الأبعاد بالكمبيوتر لعام 2022 من إخراج توبي جينكل وفلوريان ويسترمان ، وتم إصداره بواسطة سكاي سينما . وهو مقتبس من كتاب موريس المذهل وقوارضه المتعلمة الصادر عام 2001 بقلم تيري براتشيت ،   وبطولة هيو لوري ، وإميليا كلارك ، وديفيد ثيوليس ، وهيمش باتيل ، وجيما أرتيرتون ، وهيو بونفيل . 
تم عرضه لأول مرة في مهرجان مانشستر للرسوم المتحركة في 13 نوفمبر 2022 ، ومن المقرر إطلاقه في المملكة المتحدة في 16 ديسمبر 2022 وفي الولايات المتحدة في 13 يناير 2023.

## طاقم أداء الصوت
- هيو لوري في دور موريس [11]
- إميليا كلارك بدور ماليسيا [12]
- ديفيد ثيوليس بدور الزعيم [13]
- هيمش باتل في دور كيث [14]
- جيما أرتيرتون في دور الخوخ [15]
- هيو بونفيل في دور العمدة [16]
- ديفيد تينانت بدور الفاصوليا الخطرة [17]
- روب بريدون بدور المزمار [17]
- جولي أثرتون بدور المغذية [17]
- جو سوج بدور السردين [17]
- بيتر سيرافينوفيتش بدور الموت [18]

## روابط خارجية
- The Amazing Maurice  في قاعدة بيانات الأفلام على الإنترنت (بالإنجليزية)

قالب:Discworld